# Валлон-Пон-д’Арк
Валло́н-Пон-д’Арк (фр. Vallon-Pont-d'Arc, окс. Valon) — коммуна во Франции, находится в регионе Рона — Альпы. Департамент коммуны — Ардеш. Главный город кантона Валлон-Пон-д’Арк. Округ коммуны — Ларжантьер.
Код INSEE коммуны — 07330.

## Население
Население коммуны на 2008 год составляло 2380 человек.
| 1962 | 1968 | 1975 | 1982 | 1990 | 1999 | 2008 |
| ---- | ---- | ---- | ---- | ---- | ---- | ---- |
| 1706 | 1831 | 1837 | 1787 | 1914 | 2027 | 2380 |

## Экономика
В 2007 году среди 1424 человек в трудоспособном возрасте (15—64 лет) 976 были экономически активными, 448 — неактивными (показатель активности — 68,5 %, в 1999 году было 69,0 %). Из 976 активных работали 765 человек (427 мужчин и 338 женщин), безработных было 211 (105 мужчин и 106 женщин). Среди 448 неактивных 108 человек были учениками или студентами, 181 — пенсионерами, 159 были неактивными по другим причинам.

## Фотогалерея

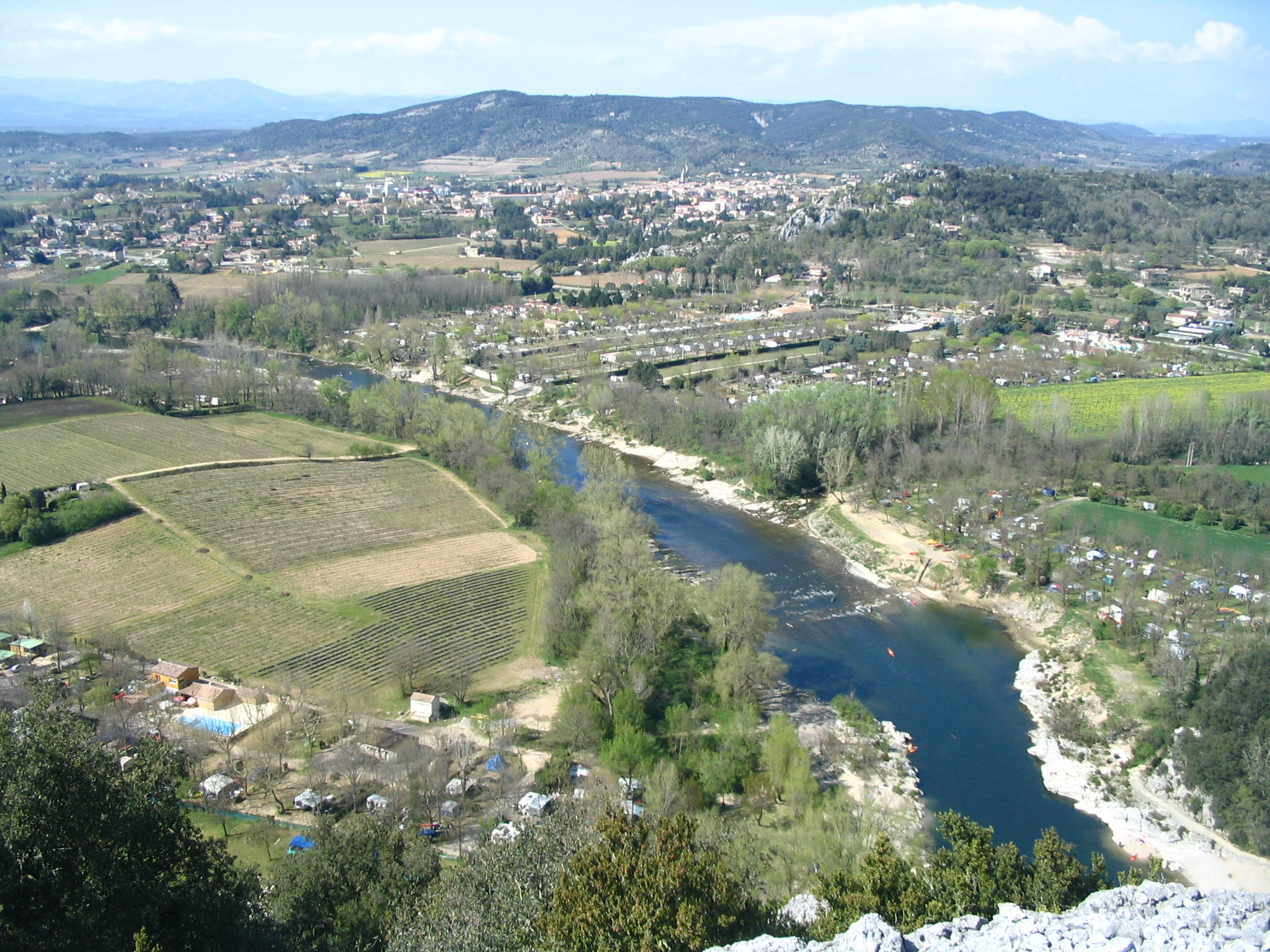
Валлон-Пон-д’Арк
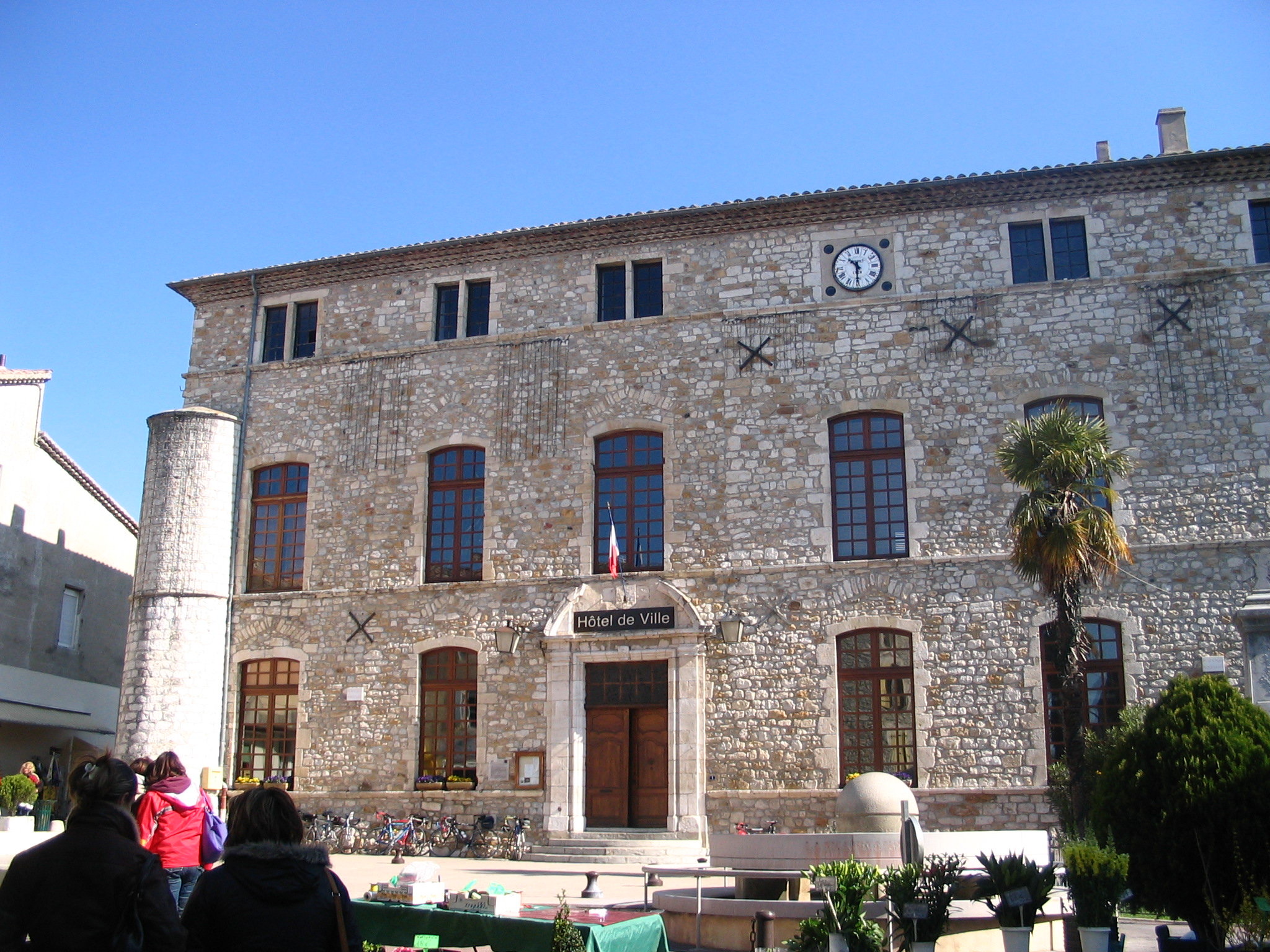
Мэрия
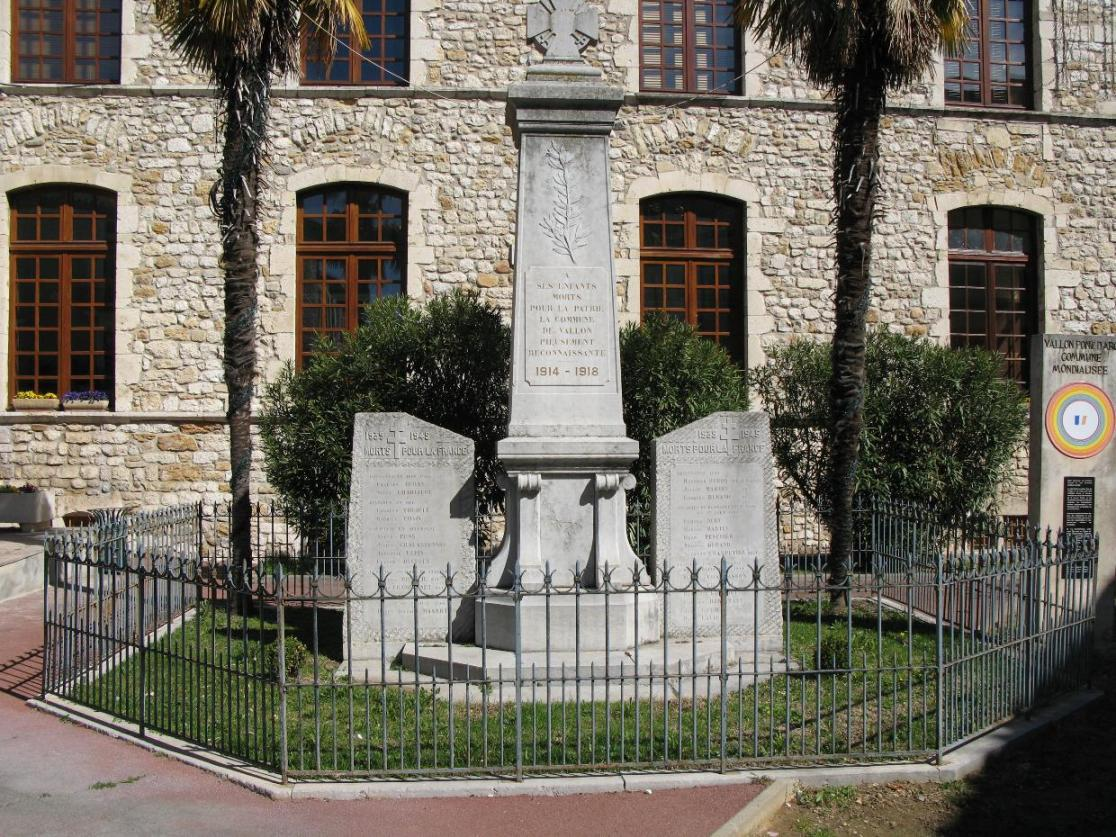
Памятник погибшим в Первой мировой войне
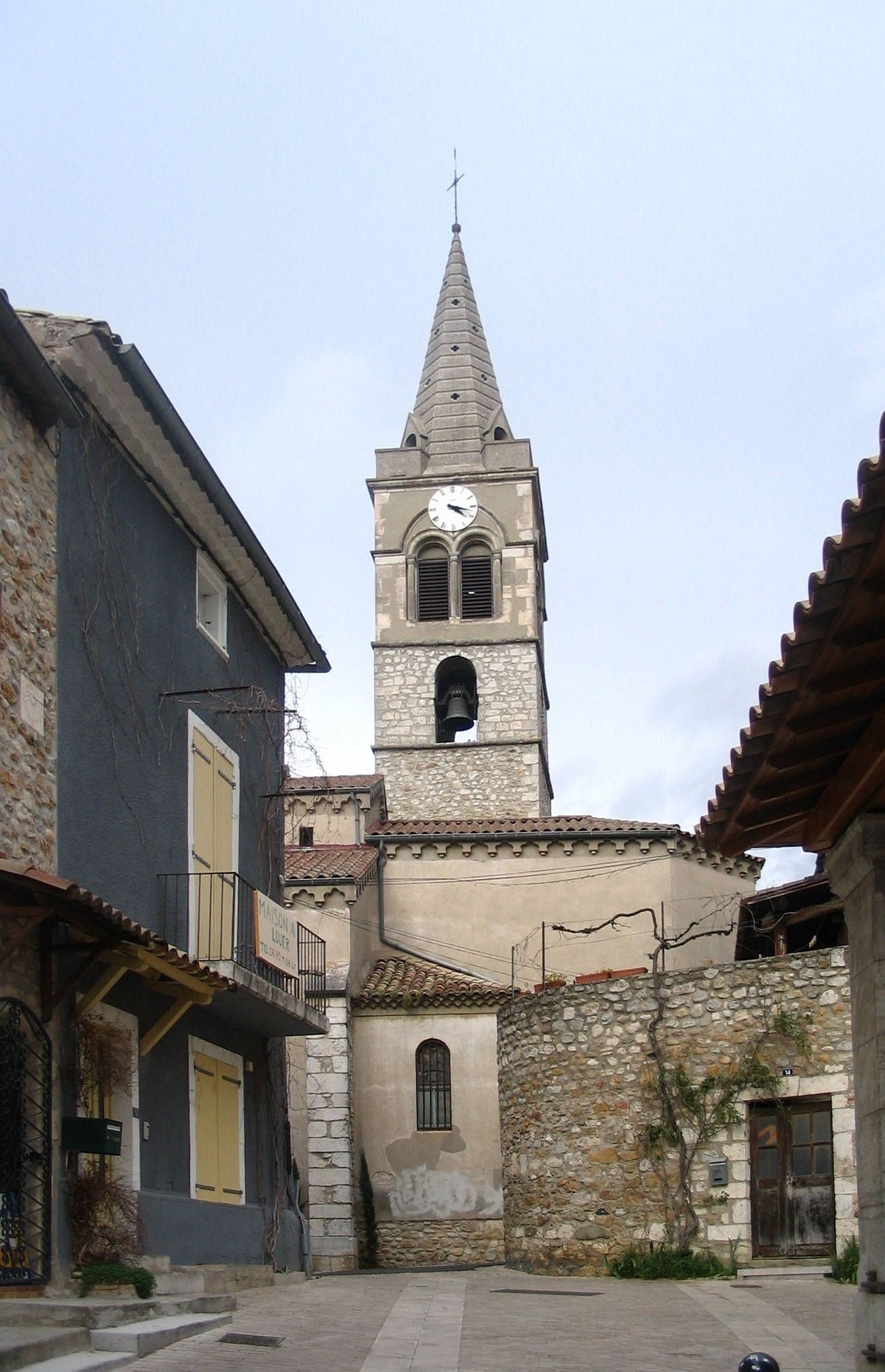
Церковь